# 산척면
산척면(山尺面)은 대한민국 충청북도 충주시에 위치하는 면이다.

## 연혁
- 1898년 : 충청도읍지에 충주군 산척면으로 표기
- 1912년 : 구한국지방행정구역명칭일람에 산척면으로 표기
- 1914년 : 행정구역 폐합으로 충주군 산척면 개편(5개리) 관할
- 1956년 : 충주읍의 시승격으로 중원군 산척면으로 개칭
- 1989년 : 행정구역 개편으로 원월리 응평, 원서, 매촌, 대월, 소월, 재현, 가정등 7개마을이 현 제천시 백운면으로 편입
- 1995년 : 충주시, 중원군의 시군통합으로 충주시 산척면으로 개칭

## 행정 구역
- 명서리(明西里)
- 석천리(石川里)
- 송강리(松江里)
- 영덕리(永德里)